# Miasta w Kanadzie
Według danych oficjalnych pochodzących z 2011 roku Kanada posiadała ponad 310 miast o ludności przekraczającej 7 tys. mieszkańców. Stolica kraju Ottawa znajduje się dopiero na czwartym miejscu spośród największych miast, Toronto jako jedyne miasto liczyło ponad 5 milionów mieszkańców; 2 miasta z ludnością 1÷5 mln.; 8 miast z ludnością 500÷1000 tys.; 40 miast z ludnością 100÷500 tys.; 46 miast z ludnością 50÷100 tys.; 63 miasta z ludnością 25÷50 tys. oraz reszta miast poniżej 25 tys. mieszkańców.

## Największe miasta w Kanadzie

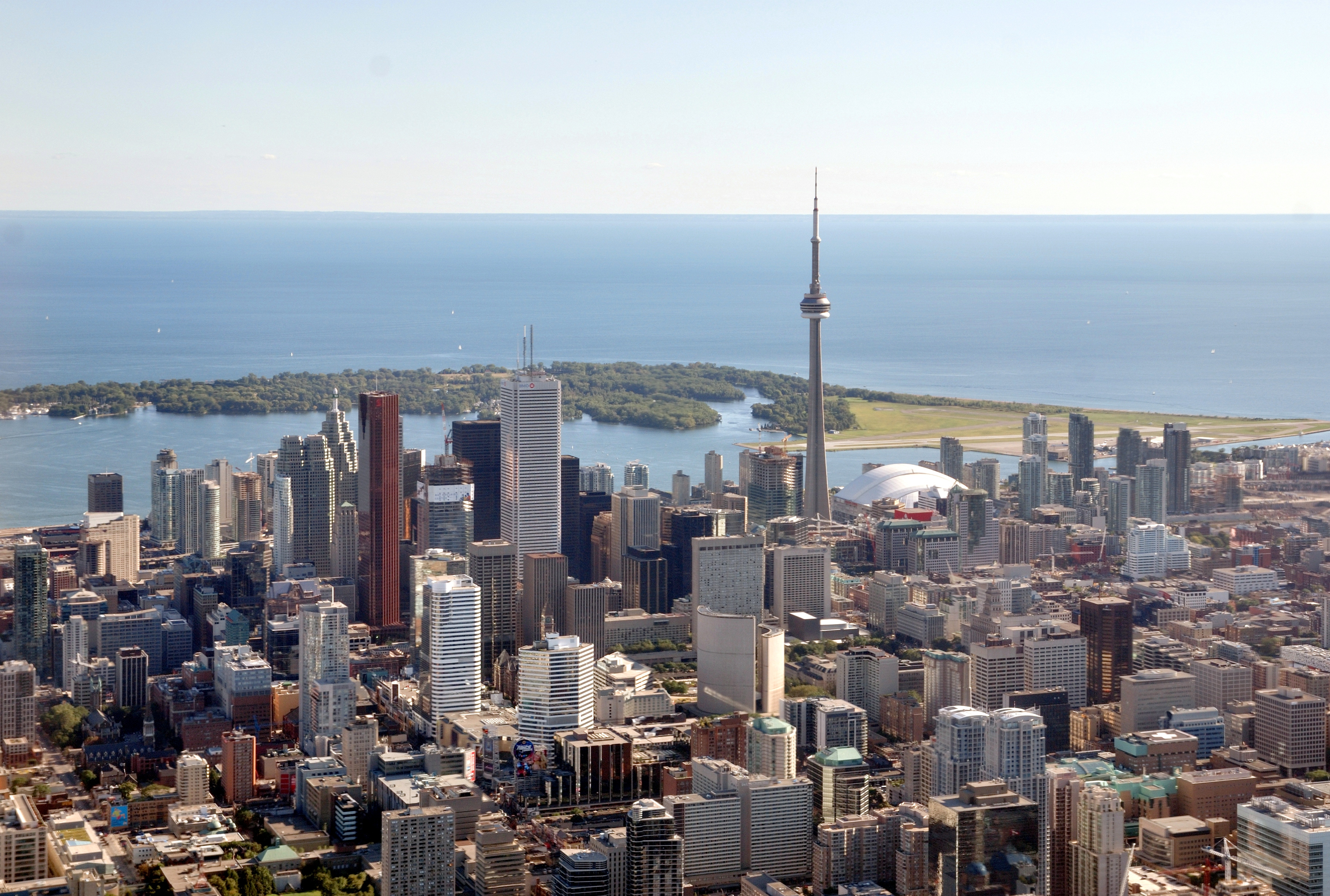
Toronto – największe pod względem liczby mieszkańców miasto Kanady

Największe miasta w Kanadzie według liczby mieszkańców (2016):
| L.p. | Miasto      | Prowincja          | Liczba ludności |
| ---- | ----------- | ------------------ | --------------- |
| 1.   | Toronto     | Ontario            | 2 731 579       |
| 2.   | Montreal    | Quebec             | 1 704 694       |
| 3.   | Calgary     | Alberta            | 1 239 220       |
| 4.   | Ottawa      | Ontario            | 934 243         |
| 5.   | Edmonton    | Alberta            | 932 546         |
| 6.   | Mississauga | Ontario            | 721 599         |
| 7.   | Winnipeg    | Manitoba           | 705 224         |
| 8.   | Vancouver   | Kolumbia Brytyjska | 631 486         |
| 9.   | Brampton    | Ontario            | 593 638         |
| 10.  | Hamilton    | Ontario            | 536 917         |
| 11.  | Quebec      | Quebec             | 531 902         |
| 12.  | Surrey      | Kolumbia Brytyjska | 517 887         |

## Alfabetyczna lista miast w Kanadzie
Spis niektórych miast w Kanadzie, z podziałem na prowincje i terytoria (czcionką pogrubioną wydzielono miasta powyżej 1 mln):

### Alberta
- Airdrie
- Banff
- Brooks
- Calgary
- Camrose
- Canmore
- Cold Lake
- Edmonton – stolica prowincji
- Fort Saskatchewan
- Grande Prairie
- Leduc
- Lethbridge
- Lloydminster
- Medicine Hat
- Red Deer
- Spruce Grove
- St. Albert
- Wetaskiwin

### Kolumbia Brytyjska
- Abbotsford
- Anmore
- Burnaby
- Coquitlam
- Kamloops
- Kelowna
- Nanaimo
- Osoyoos
- Prince George
- Richmond
- Surrey
- Vancouver
- Victoria – stolica prowincji

### Manitoba
- Brandon
- Dauphin
- Flin Flon (częściowo Saskatchewan)
- Portage la Prairie
- Selkirk
- Steinbach
- Thompson
- Winkler
- Winnipeg – stolica prowincji

### Nowy Brunszwik
- Bathurst
- Campbellton
- Edmundston
- Fredericton – stolica prowincji
- Miramichi
- Moncton
- Saint John

### Nowa Fundlandia i Labrador
- Clarenville
- Corner Brook
- Gander
- Happy Valley-Goose Bay
- Labrador City
- Mount Pearl
- St. John’s – stolica prowincji
- Stephenville
- Wabush

### Nowa Szkocja
- Halifax – stolica prowincji
- Sydney

### Ontario
- Barrie
- Brampton
- Brantford
- Burlington
- Cambridge
- Chatham-Kent
- Sudbury
- Guelph
- Hamilton
- Kingston
- Kitchener
- London
- Mississauga
- Niagara Falls
- Niagara-on-the-Lake
- Oshawa
- Ottawa – stolica państwa
- Peterborough
- Pickering
- Sarnia
- Sault Ste. Marie
- St. Catharines
- St. Thomas
- Thunder Bay
- Toronto – stolica prowincji
- Uxbridge
- Vaughan
- Waterloo
- Windsor

### Quebec
- Gatineau
- Laval
- Lévis
- Longueuil
- Montreal
- Quebec – stolica prowincji
- Saguenay
- Sherbrooke
- Terrebonne
- Trois-Rivières

### Wyspa Księcia Edwarda
- Charlottetown – stolica prowincji
- Summerside

### Saskatchewan
- Estevan
- Humboldt
- Lloydminster (częściowo w Alberta)
- Melfort
- Melville
- Moose Jaw
- North Battleford
- Prince Albert
- Regina – stolica prowincji
- Saskatoon
- Swift Current
- Weyburn
- Yorkton

### Terytoria Północno-Zachodnie
- Yellowknife – stolica terytorium

### Nunavut
- Iqaluit (Town) – stolica terytorium

### Yukon
- Whitehorse – stolica terytorium